# L'Open 35 de Saint-Malo 2023
L'Open 35 de Saint-Malo 2023 è un torneo femminile di tennis giocato sulla terra rossa. È la 28ª edizione del torneo che fa parte della categoria WTA 125. Si gioca al Tennis Club J.A Saint-Malo di Saint-Malo in Francia dal 1º al 7 maggio 2023.

## Partecipanti al singolare

### Teste di serie
| Nazionalità | Giocatrice          | Ranking* | Testa di serie |
| ----------- | ------------------- | -------- | -------------- |
| Stati Uniti | Sloane Stephens     | 48       | 1              |
| Stati Uniti | Claire Liu          | 55       | 2              |
| Belgio      | Maryna Zanevs'ka    | 75       | 3              |
| Belgio      | Ysaline Bonaventure | 84       | 4              |
| Italia      | Lucia Bronzetti     | 97       | 5              |
| Rep. Ceca   | Tereza Martincová   | 98       | 6              |
| Polonia     | Magdalena Fręch     | 100      | 7              |
| Stati Uniti | Emma Navarro        | 101      | 8              |

* Ranking al 24 aprile 2023.

### Altre partecipanti
Le seguenti giocatrici hanno ricevuto una wild card per il tabellone principale:
- Séléna Janicijevic
- Margaux Rouvroy
- Sloane Stephens
- Elina Svitolina

La seguente giocatrice è entrata in tabellone con il ranking protetto:
- Amandine Hesse

Le seguenti giocatrici sono passate dalle qualificazioni:
- Émeline Dartron
- Carole Monnet
- Alice Robbe
- Iryna Šymanovič

La seguente giocatrice è entrata in tabellone come lucky loser:
- Freya Christie

### Ritiri
Prima del torneo
- Anna Bondár → sostituita da  Jessika Ponchet
- Clara Burel → sostituita da  Freya Christie
- Océane Dodin → sostituita da  Katie Swan
- Tamara Korpatsch → sostituita da  Despoina Papamichaīl
- Danka Kovinić → sostituita da  Elsa Jacquemot
- Eva Lys → sostituita da  Ana Konjuh
- Tatjana Maria → sostituita da  Amandine Hesse
- Alycia Parks → sostituita da  Nigina Abduraimova
- Tamara Zidanšek → sostituita da  Rosa Vicens Mas

## Partecipanti al doppio

### Teste di serie
| Nazione  | Giocatrice             | Nazione     | Giocatrice       | Rank1 | Seed |
| -------- | ---------------------- | ----------- | ---------------- | ----- | ---- |
| Norvegia | Ulrikke Eikeri         | Giappone    | Eri Hozumi       | 106   | 1    |
| Georgia  | Natela Dzalamidze      |             | Angelina Gabueva | 169   | 2    |
| Brasile  | Ingrid Gamarra Martins |             | Iryna Šymanovič  | 180   | 3    |
| Belgio   | Greet Minnen           | Paesi Bassi | Bibiane Schoofs  | 204   | 4    |

* Ranking al 24 aprile 2023.

## Punti
| Torneo    | V   | F  | SF | QF | 2T | 1T | Q | Q2 | Q1 |
| Singolare | 160 | 95 | 57 | 29 | 15 | 1  | 6 | 4  | 1  |

## Campionesse

### Singolare
Sloane Stephens ha sconfitto in finale  Greet Minnen con il punteggio di 6–3, 6–4.

### Doppio
Greet Minnen /  Bibiane Schoofs hanno sconfitto in finale  Eri Hozumi /  Ulrikke Eikeri con il punteggio di 7–6(7), 7–6(3).